# 이메일 마케팅
이메일 마케팅(email marketing)이란 이메일(email)을 사용한 의사소통으로 하는 마케팅]이다. 온라인 마케팅, 그리고 디지털 마케팅의 방법 중, 가장 오래된 전략 중 하나이다.
소셜미디어가 발달하여 마케팅의 소음이 많아진 만큼, 최근들어 다시 떠오르는 온라인 마케팅 전략이다. 주로 잠재고객과 일반 고객 모두와 소통하기 위해 쓰여지며, 이메일을 통해 광고, 판매, 홍보 등을 이끌 수 있다.
또한 이메일 마케팅 도구들의 발달로 고객 Segmentation(특성에 따른 분류)가 가능해져서, 더 세부적인 타겟팅(targeting)이 가능해졌다.

## 같이 보기
- 스팸 메일